# Filip Trojan
Filip Trojan (* 21. února 1983 Třebíč) je bývalý český fotbalový záložník, trenér a mentální kouč.

## Klubová kariéra
Kariéru začal v přípravce RH Třebíč (Rudá hvězda Třebíč). Jako mladý hráč pokračoval v tehdejší Slavii Třebíč, později přestoupil do SK Slavia Praha, kde hrál dva roky. V roce 1999 nastoupil do juniorského klubu FC Schalke 04, v roce 2001 začal hrát německou 1. ligu, od roku 2004 do roku 2007 hrál v VfL Bochum a od července 2007 hraje za tým FC St. Pauli. Posléze přestoupil do 1. FSV Mainz 05 a v tomto roce začal hrát v pobočném týmu 1. FSV Mainz a v roce 2010 přestoupil do týmu 2. Bundesligy MSV Duisburg a o rok později přestoupil do týmu Dynamo Drážďany, který hraje v téže lize. Od 1. července 2014 již není členem žádného týmu, spekulovalo se, že by mohl přestoupit do některého z týmů v Řeznu.
V létě 2016 se Filip Trojan stal trenérem C2-juniorského týmu (U14) Dynamo Drážďany. Posléze se stal trenérem mládeže i v Ústí nad Labem, v roce 2020 z důvodu koronavirové pandemie trénovat přestal a začal se věnovat fitness, výživě a mentálnímu koučinku.
- 4 utkání v Poháru UEFA (3 za FC Schalke 04, 1 za VfL Bochum)
- Pohár DFL s Schalke 04
- Postup do německé Bundesligy s VfL Bochum

### Klubové statistiky
| Sezóna  | Klub               | Stát    | Vlajka  | Liga              | Utkání | Góly |
| ------- | ------------------ | ------- | ------- | ----------------- | ------ | ---- |
| 2001/02 | FC Schalke 04      | Německo | Německo | Bundesliga        | 0      | 0    |
| 2002/03 | FC Schalke 04      | Německo | Německo | Bundesliga        | 3      | 0    |
| 2003/04 | FC Schalke 04      | Německo | Německo | Bundesliga        | 8      | 0    |
| 2003/04 | FC Schalke 04 II   | Německo | Německo | Regionalliga Nord | 10     | 3    |
| 2004/05 | VfL Bochum         | Německo | Německo | Bundesliga        | 19     | 0    |
| 2005/06 | VfL Bochum         | Německo | Německo | 2. Bundesliga     | 22     | 1    |
| 2006/07 | VfL Bochum         | Německo | Německo | Bundesliga        | 26     | 0    |
| 2007/08 | FC St. Pauli       | Německo | Německo | 2. Bundesliga     | 26     | 5    |
| 2008/09 | FC St. Pauli       | Německo | Německo | 2. Bundesliga     | 20     | 5    |
| 2009/10 | 1. FSV Mainz 05    | Německo | Německo | Bundesliga        | 5      | 0    |
| 2009/10 | 1. FSV Mainz 05 II | Německo | Německo | Regionalliga West | 4      | 0    |
| 2010/11 | MSV Duisburg       | Německo | Německo | 2. Bundesliga     | 34     | 2    |
| 2011/12 | Dynamo Drážďany    | Německo | Německo | 2. Bundesliga     | 32     | 2    |
| 2012/13 | Dynamo Drážďany    | Německo | Německo | 2. Bundesliga     | 27     | 1    |
| 2013/14 | Dynamo Drážďany    | Německo | Německo | 2. Bundesliga     | 7      | 0    |

## Reprezentační kariéra
Trojan působil v českých mládežnických výběrech od kategorie U15.

### Reprezentační zápasy a góly
Zápasy Filipa Trojana v české reprezentaci do 21 let 
| Rok    | Zápasy | Góly |
| ------ | ------ | ---- |
| 2002   | 1      | 1    |
| 2003   | 8      | 0    |
| 2004   | 7      | 2    |
| 2005   | 3      | 0    |
| Celkem | 19     | 3    |

Góly Filipa Trojana v české reprezentaci do 21 let 
| Gól | Datum        | Stadion          | Soupeř  | Skóre (min.) | Výsledek | Soutěž                     |
| --- | ------------ | ---------------- | ------- | ------------ | -------- | -------------------------- |
| 010 | 20. 11. 2002 | Plzeň, Česko     | Švédsko | 01:00 (3.)   | 1:1      | přátelský zápas            |
| 02  | 13. 10. 2004 | Jerevan, Arménie | Arménie | 00:30 (70.)  | 0:4      | kvalifikace na ME U21 2006 |
| 03  | 13. 10. 2004 | Jerevan, Arménie | Arménie | 00:40 (79.)  | 0:4      | kvalifikace na ME U21 2006 |